# Jessica Eriyo
Jessica Eriyo, (26 tháng 8 năm 1969 - 12 tháng 8 năm 2022) đôi khi bị đánh vần thành Jesca Eriyo, là một nhà giáo dục, nhân viên xã hội, chính trị gia và nhà ngoại giao người Uganda. Hiện tại, bà là Phó Tổng thư ký Cộng đồng Đông Phi (EAC), chịu trách nhiệm về các lĩnh vực sản xuất và xã hội. Bà được bổ nhiệm vào vị trí đó vào ngày 30 tháng 4 năm 2012. Bà phục vụ một nhiệm kỳ ba năm, gia hạn một lần. Eriyo đã thay thế Beatrice Kiraso, một người Uganda khác, từng ở chức đó trong khoảng thời gian từ tháng 4 năm 2006 đến tháng 4 năm 2012.

## Bối cảnh và giáo dục
Eriyo được sinh ra ở quận Adjumani vào ngày 26 tháng 8 năm 1969. Eriyo có bằng Cử nhân Nghệ thuật Khoa học Xã hội và Văn bằng Giáo dục. Bà cũng giữ hai chứng chỉ; Chứng chỉ Lập kế hoạch và Quản lý dự án và Chứng chỉ Khoa học Máy tính. Bằng thạc sĩ nghệ thuật của bà về nghiên cứu phát triển, được trao bởi Đại học Makerere.

## Kinh nghiệm làm việc
Năm 1994, bà làm việc như một giáo viên trung học tại Trường Phổ Thông Trung học Kololo trong Kololo, một vùng ngoại ô affuluent của Kampala, thủ đô của Uganda và thành phố lớn nhất ở nước này. Từ năm 1998 đến 1999, bà là giáo viên tại Trường trung học cơ sở Đức Mẹ Consolata. Bà phục vụ như là cán bộ dân số huyện ở quận Adjumani, từ năm 1999 đến năm 2001. Eriyo tham gia chính trị vào năm 2001, tranh cử vào ghế quốc hội của Đại diện phụ nữ quận Adjumani. Bà đã thắng và một lần nữa được bầu lại vào năm 2006 với tư cách ứng cử viên của đảng chính trị Phong trào Kháng chiến Quốc gia. Năm 2006, Eriyo được bổ nhiệm làm Bộ trưởng Môi trường, phục vụ trong cương vị đó cho đến khi bị loại khỏi nội các trong cuộc cải tổ nội các vào ngày 27 tháng 5 năm 2011  Ngoài ra, vào ngày 18 tháng 2 năm 2011, Eriyo mất ghế quốc hội cho Jesca Ababiku, một dân biểu độc lập. Vào tháng 4 năm 2012, Eriyo được bổ nhiệm làm Phó Tổng thư ký phụ trách năng suất và xã hội tại Cộng đồng Đông Phi, và sẽ phục vụ trong ba năm và chỉ có thể được bổ nhiệm lại một lần.